# Торо гірський
То́ро гірський (Phyllastrephus albigula) — вид горобцеподібних птахів родини бюльбюлевих (Pycnonotidae). Ендемік Танзанії. Раніше вважався конспецифічним з торо-крихіткою, однак в 2009 році був визнаний окремим видом.

## Поширення і екологія
Гірські торо є ендеміками гір Усамбара і Нґуру. Вони живуть в гірських тропічних лісах на висоті від 600 до 2150 м над рівнем моря.

## Збереження
МСОП вважає стан збереження цього виду близьким до загрозливого. Гірським торо загрожує знищення природного середовища.